# 宇宙探索編集部
『宇宙探索編集部』（うちゅうたんさくへんしゅうぶ、原題: 宇宙探索編輯部）は、2021年の中国の映画。
監督のコン・ダーシャンが北京電影学院の卒業制作として企画し、第36回金鶏奨にて最優秀編集賞を獲得。

## あらすじ
30年前、中国で大人気だったUFO雑誌『宇宙探索』は、いまや廃刊寸前となっていた。編集長のタン・ジージュンは起死回生を賭け、部下や手伝いの若者たちと共に四川省のとある村に怪現象の調査に向かう。その村では夜空から謎の光が降り注ぎ、獅子の石像が咥えていた石の玉が消える等の変異が起きていた。
光が目撃された家には、孤児の若者スン・イートンが一人で住んでいた。よく気絶して倒れる為に、頭の保護に鍋を被っているイートンは、未知の地球外生命体から通信を受けたとタンに打ち明けた。石像の口から消えた石の玉を取り返さないと、イートンは頭痛が治まらないのだという。
イートンと共に石の玉を探す旅に出るタンと部下たち。山岳地帯に辿り着くと、急にイートンが姿を消した。犬に噛まれた部下を下山させる為に、他の仲間も帰して、一人でイートンを探しに行くタン。
山奥で、古びた宇宙船の脱出カプセルのような物体を発見し、イートンと再会するタン。旅の真の目的を打ち明けるイートン。実は、村で消えた石の玉はイートンが持っており、元々あった場所であるこの地へ返す事が使命だったのだ。
正体不明の生命体が玉を取りに来るなら、人類が宇宙に存在する意味を聞いて欲しいとイートンに頼むタン。それは、うつ病で自殺した一人娘から、タンが最後に問われた質問だった。しかし、「彼らも分からないかも」と答えたイートンは、無数のスズメに囲まれて球体と化し、空の彼方に消えて行った。
一ヶ月後に雑誌『宇宙探索』は休刊した。しかしタンは、イートンが去り際に見せた宇宙の果ての景色を想い、人類の存在意義を見い出せる日が来ることに希望を繋いでいた。

## キャスト
タン・ジージュン
演 - ヤン・ハオユー
UFO雑誌『宇宙探索』の編集長。
長らく宇宙人の存在を信じ、独自の方法でその存在を証明しようとしている。
チン・ツァイロン
演 - アイ・リーヤー
『宇宙探索』のパート編集部員。
現実的な考えの持ち主で、タンの尻を叩く。
スン・イートン
演 - ワン・イートン
怪現象の起こった村に住む少年。常に頭に鍋をかぶっている。
詩作が趣味で、村内放送を担当している。
ナリス
演 - チミー・ジャン
シャオシャオ
演 - ション・チェンチェン
グオ・ファン
演 - グオ・ファン（本人役）